# Sociedad Deportiva Club Órdenes
La Sociedad Deportiva Órdenes es un equipo de fútbol español del municipio gallego de Órdenes, en la provincia de La Coruña. Fundado en 1953, juega en el Estadio de Vista Alegre. Juega en Regional Preferente Grupo 1.

## Datos del club
- Temporadas en 1.ª: 0
- Temporadas en 2.ª: 0
- Temporadas en 2.ªB: 0
- Temporadas en 3.ª: 23
- Mejor puesto en la liga: 5.º (3.ª, temporada 1958/59 y 2006/07)
- Participaciones en la Copa del Rey: 1 (1993-94)
- Mejor puesto en Copa: 1.ª ronda (1993-94)

| Temporada | Nivel | Categoría | Posición |
| --------- | ----- | --------- | -------- |
| 1953/54   | 4     | Serie A   | 7.º      |
| 1954/55   | 4     | Serie A   | 2.º      |
| 1955/56   | 4     | Serie A   | 1.º      |
| 1956/57   | 3     | 3.ª       | 13.º     |
| 1957/58   | 3     | 3.ª       | 10.º     |
| 1958/59   | 3     | 3.ª       | 5.º      |
| 1959/60   | 3     | 3.ª       | 12.º     |
| 1960/61   | 3     | 3.ª       | 15.º     |
| 1961/62   | 4     | Serie A   | 3.º      |
| 1962/63   | 4     | Serie A   | 6.º      |
| 1963/64   | 4     | Serie A   | 6.º      |
| 1964/65   | 4     | Serie A   | 5.º      |
| 1965/66   | 4     | Serie A   | 5.º      |
| 1966/67   | 4     | Serie A   | 2.º      |
| 1967/68   | 3     | 3.ª       | 15.º     |
| 1968/69   | 4     | Serie A   | 7.º      |
| 1969/70   | 4     | Serie A   | 7.º      |
| 1970/71   | 4     | Serie A   | 15.º     |
| 1971/72   | 4     | Serie A   | 15.º     |
| 1972/73   | 4     | Serie A   | 19.º     |

| Temporada | Nivel                     | Categoría      | Posición |
| --------- | ------------------------- | -------------- | -------- |
| 1973-1986 | 4 (-1976/77) 5 (1977/78-) | Regional       | —        |
| 1986/87   | 5                         | Serie A        | 6.º      |
| 1987/88   | 5                         | Serie A        | 3.º      |
| 1988/89   | 5                         | Serie A        | 1.º      |
| 1989/90   | 4                         | 3.ª            | 10.º     |
| 1990/91   | 4                         | 3.ª            | 13.º     |
| 1991/92   | 4                         | 3.ª            | 8.º      |
| 1992/93   | 4                         | 3.ª            | 7.º      |
| 1993/94   | 4                         | 3.ª            | 14.º     |
| 1994/95   | 4                         | 3.ª            | 20.º     |
| 1995/96   | 5                         | Preferente     | 5.º      |
| 1996/97   | 5                         | Preferente     | 12.º     |
| 1997/98   | 5                         | Preferente     | 16.º     |
| 1998/99   | 6                         | 1.ª Autonómica | ?        |
| 1999/00   | 6                         | 1.ª Autonómica | ?        |
| 2000/01   | 5                         | Preferente     | 14.º     |
| 2001/02   | 5                         | Preferente     | 9.º      |
| 2002/03   | 5                         | Preferente     | 11.º     |
| 2003/04   | 5                         | Preferente     | 14.º     |
| 2004/05   | 5                         | Preferente     | 4.º      |

| Temporada | Nivel | Categoría   | Posición |
| --------- | ----- | ----------- | -------- |
| 2005/06   | 5     | Preferente  | 1.º      |
| 2006/07   | 4     | 3.ª         | 5.º      |
| 2007/08   | 4     | 3.ª         | 10.º     |
| 2008/09   | 4     | 3.ª         | 13.º     |
| 2009/10   | 4     | 3.ª         | 7.º      |
| 2010/11   | 4     | 3.ª         | 7.º      |
| 2011/12   | 4     | 3.ª         | 12.º     |
| 2012/13   | 4     | 3.ª         | 7.º      |
| 2013/14   | 4     | 3.ª         | 8.º      |
| 2014/15   | 4     | 3.ª         | 12.º     |
| 2015/16   | 4     | 3.ª         | 15.º     |
| 2016/17   | 4     | 3.ª         | 20.º     |
| 2017/18   | 5     | Preferente  | 13.º     |
| 2018/19   | 5     | Preferente  | 17.º     |
| 2019/20   | 6     | 1.ª Galicia | 3.º      |
| 2020/21   |       | no compitió |          |
| 2021/22   | 7     | 1.ª Galicia | -º       |